# Henry Onyekuru
Henry Chukwuemeka Onyekuru (Onitsha, 5 de junio de 1997) es un futbolista nigeriano que juega de centrocampista en el Gençlerbirliği S. K. de la Superliga de Turquía.

## Clubes
| Club                         | País           | Año       |
| ---------------------------- | -------------- | --------- |
| K. A. S. Eupen               | Bélgica        | 2015-2017 |
| Everton F. C.                | Inglaterra     | 2017-2019 |
| R. S. C. Anderlecht (cedido) | Bélgica        | 2017-2018 |
| Galatasaray S. K. (cedido)   | Turquía        | 2018-2019 |
| A. S. Monaco F. C.           | Francia        | 2019-2021 |
| Galatasaray S. K. (cedido)   | Turquía        | 2020      |
| Galatasaray S. K. (cedido)   | Turquía        | 2021      |
| Olympiakos de El Pireo       | Grecia         | 2021-2023 |
| Adana Demirspor (cedido)     | Turquía        | 2022-2023 |
| Adana Demirspor              | Turquía        | 2023      |
| Al-Fayha F. C.               | Arabia Saudita | 2023-2025 |
| Gençlerbirliği S. K.         | Turquía        | 2025-     |

## Palmarés

### Títulos nacionales
| Título               | Club                   | País    | Año  |
| -------------------- | ---------------------- | ------- | ---- |
| Copa de Turquía      | Galatasaray S. K.      | Turquía | 2019 |
| Superliga de Turquía | Galatasaray S. K.      | Turquía | 2019 |
| Superliga de Grecia  | Olympiakos de El Pireo | Grecia  | 2022 |